# Jules Desclée de Maredsous
Jules Desclée de Maredsous (Folkestone, 10 december 1914 - Brussel, 20 augustus 2011) was een Belgisch bankier.

## Biografie

### Familie
Jules Desclée de Maredsous was een telg uit de familie Desclée, een familie van industriëlen, uitgevers en financiers. Hij was een achterkleinzoon van Henri-Philippe Desclée, stichter van de Abdij van Maredsous. Hij was een zoon van Benoît Desclée de Maredsous (1874-1955) en Anne-Marie Capelle (1891-1976). Zijn vader verkreeg in 1925 vergunning om de Maredsous aan de familienaam toe te voegen en werd in 1914 in de Belgische erfelijke adel opgenomen. Hij was een broer van Jean Desclée de Maredsous (1920-2010), die gedelegeerd bestuurder was van de krant Vers l'Avenir.
Hij was gehuwd met Marie-Agnès van der Straten Waillet (1916-1998). Ze hadden zes kinderen.

### Carrière
Desclée de Maredsous was achtereenvolgens vicevoorzitter en gedelegeerd bestuurder van de Bank van Brussel. Na de fusie met de Bank Lambert in 1975 was hij vicevoorzitter van de raad van bestuur en lid van het directiecomité van de Bank Brussel Lambert, die in 1998 opging in de ING Groep.